# Baradine
Baradine é uma pequena cidade australiana localizada no estado da Nova Gales do Sul. A sua população, segundo o censo de 2006, era de 593 habitantes.